# Reece Beekman
Reece Avery Beekman (Milwaukee, 8 ottobre 2001) è un cestista statunitense, professionista nella NBA.

## Carriera
Dopo aver completato la carriera collegiale con i Virginia Cavaliers, non viene scelto al Draft NBA 2024, rimanendo undrafted. Firma poi un two-way contract con i Golden State Warriors, venendo poi associato alla squadra affiliata dei Santa Cruz Warriors in G League.

## Statistiche

### College
| Anno      | Squadra            | PG  | PT  | MP   | TC%  | 3P%  | TL%  | RP  | AP  | PRP | SP  | PP   |
| --------- | ------------------ | --- | --- | ---- | ---- | ---- | ---- | --- | --- | --- | --- | ---- |
| 2020-2021 | Virginia Cavaliers | 25  | 20  | 29,4 | 38,2 | 24,3 | 75,8 | 2,8 | 3,0 | 1,2 | 0,4 | 4,7  |
| 2021-2022 | Virginia Cavaliers | 35  | 35  | 35,1 | 44,9 | 33,8 | 76,1 | 3,9 | 5,2 | 2,1 | 0,7 | 8,2  |
| 2022-2023 | Virginia Cavaliers | 32  | 32  | 32,6 | 40,5 | 35,1 | 79,3 | 3,0 | 5,3 | 1,8 | 0,5 | 9,5  |
| 2023-2024 | Virginia Cavaliers | 34  | 34  | 32,8 | 44,3 | 31,0 | 75,4 | 3,6 | 6,2 | 2,0 | 0,5 | 14,3 |
| Carriera  | Carriera           | 126 | 121 | 32,7 | 42,9 | 31,9 | 76,7 | 3,4 | 5,0 | 1,8 | 0,5 | 9,5  |

### NBA

#### Regular Season
| Anno      | Squadra       | PG | PT | MP   | TC%  | 3P%  | TL%  | RP  | AP  | PRP | SP  | PP  |
| --------- | ------------- | -- | -- | ---- | ---- | ---- | ---- | --- | --- | --- | --- | --- |
| 2024-2025 | G.S. Warriors | 2  | 0  | 2,0  | 100  | -    | -    | 0,5 | 0,5 | 0,5 | 0,0 | 1,0 |
| 2024-2025 | Brooklyn Nets | 34 | 4  | 13,7 | 32,1 | 17,5 | 76,2 | 1,1 | 1,8 | 0,9 | 0,1 | 2,7 |
| Carriera  | Carriera      | 36 | 4  | 13,0 | 32,7 | 17,5 | 76,2 | 1,1 | 1,8 | 0,9 | 0,1 | 2,6 |

### G League
| Anno      | Squadra          | PG | PT | MP   | TC%  | 3P%  | TL%  | RP  | AP  | PRP | SP  | PP   |
| --------- | ---------------- | -- | -- | ---- | ---- | ---- | ---- | --- | --- | --- | --- | ---- |
| 2024-2025 | S.C. Warriors    | 9  | 7  | 31,5 | 51,5 | 34,5 | 60,0 | 5,2 | 7,3 | 2,8 | 0,8 | 18,7 |
| 2024-2025 | Long Island Nets | 5  | 1  | 28,4 | 48,1 | 43,5 | 61,5 | 4,2 | 6,2 | 2,0 | 1,0 | 15,0 |
| Carriera  | Carriera         | 14 | 8  | 30,4 | 50,5 | 38,5 | 60,6 | 4,9 | 6,9 | 2,5 | 0,9 | 17,4 |